# 2018 en mathématiques
Cet article présente les faits marquants de l'année 2018 en mathématiques.

## Évènements
- 8 août : alors qu'elle n'est diplômée que depuis une semaine, la mathématicienne Lisa Piccirillo résout le Nœud de Conway, pourtant irrésolu depuis 48 ans (la solution sera publiée en février 2020 dans Annals of Mathematics)[1],[2].

## Prix
- Prix Abel en mathématiques : Robert Langlands
- Médaille Fields (mathématiques) : Caucher Birkar, Alessio Figalli, Peter Scholze et Akshay Venkatesh

## Décès

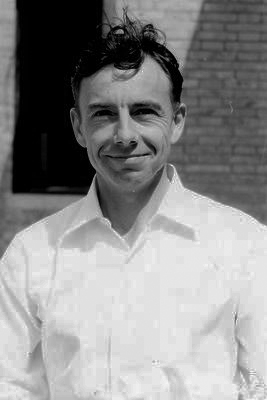
Jean-Louis Koszul
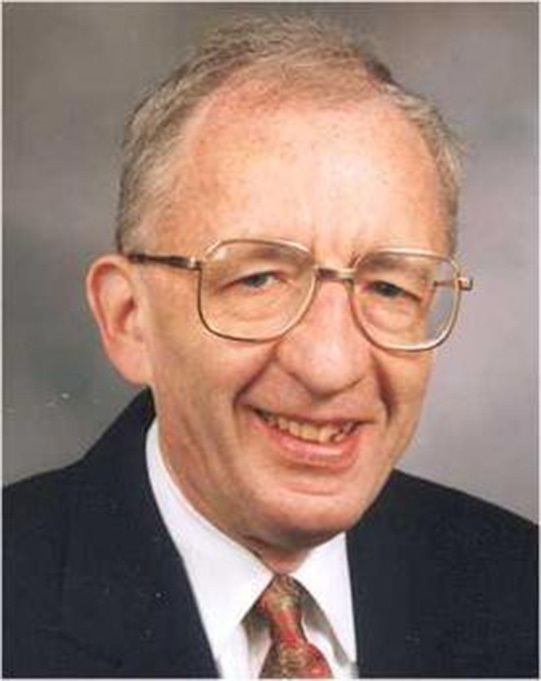
Alan Baker
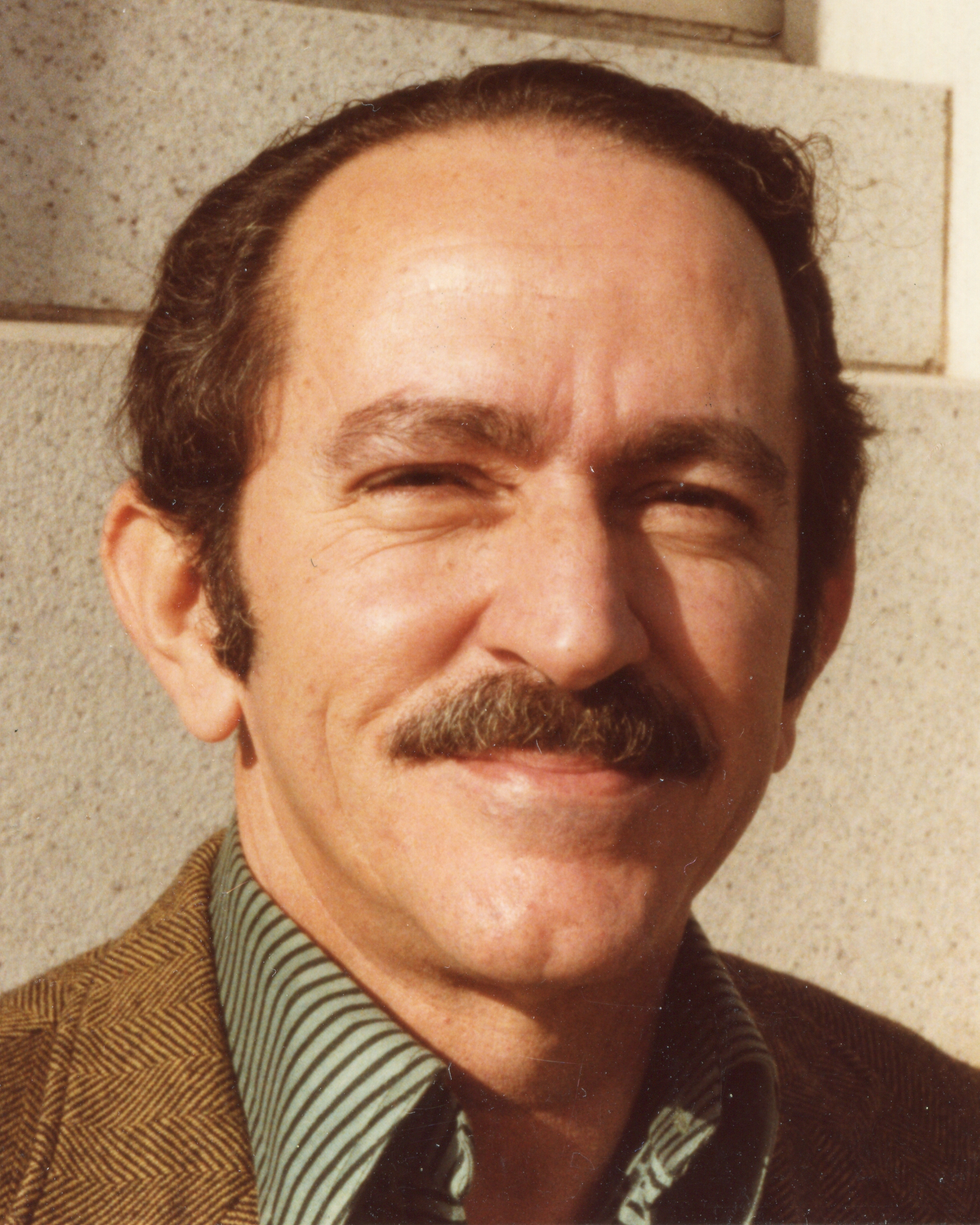
Manfredo do Carmo
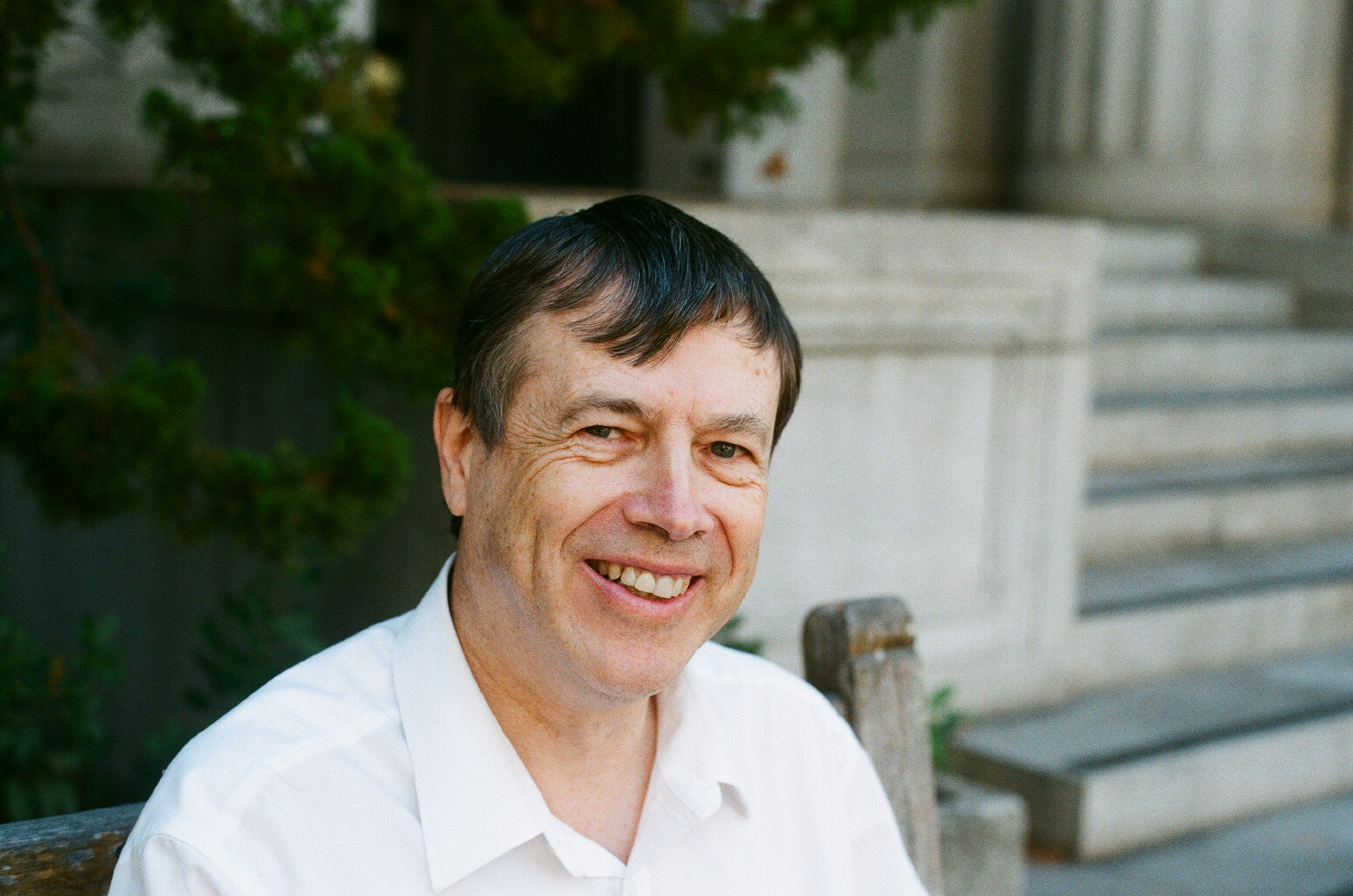
Jean Bourgain

### Janvier
- 12 janvier : Jean-Louis Koszul (né en 1921), mathématicien français.
- 30 janvier : Michel Mendès France (né en 1936), mathématicien français.

### Février
- 1er février : Barys Kit (né en 1910), mathématicien, physicien et chimiste biélorusse.
- 3 février : Vinicio Villani (né en 1935), mathématicien italien.
- 4 février : Alan Baker (né en 1939), mathématicien anglais, médaille Fields en 1970.
- 21 février : Andrew Ranicki (né en 1948), mathématicien britannique.
- 27 février : Ronald Douglas (né en 1938), mathématicien américain.

### Mars
- 9 mars : John Roe (né en 1959), mathématicien britannique.
- 10 mars :
  - Christine Bernardi (née en 1955), mathématicienne française.
  - Michel Raynaud (né en 1938), mathématicien français.
- 12 mars : Bernard Morin (né en 1931), mathématicien français.

### Avril
- 30 avril : Manfredo do Carmo (né en 1928), mathématicien brésilien.

### Mai
- 4 mai : Paul Braffort (né en 1923), mathématicien français, membre de l'Oulipo.
- 6 mai : George Garfield Hall (né en 1925), mathématicien britannique.
- 21 mai : Mircea Malița (né en 1927), mathématicien, diplomate et philosophe des sciences roumain.
- 22 mai : Cabiria Andreian Cazacu (née en 1928), mathématicienne roumaine.

### Juin
- 17 juin : O. Timothy O'Meara (né en 1928), mathématicien américain.
- 19 juin : Jane Cronin Scanlon (née en 1922), mathématicienne américaine.
- 22 juin : Grigori Barenblatt (né en 1927), mathématicien russe, Médaille Timoshenko 2005.

### Juillet
- 5 juillet : Evgeny Golod (né en 1935), mathématicien soviétique, puis russe.
- 10 juillet : Andreï Sousline (né en 1950), mathématicien soviétique puis russe.

### Août
- 22 août : Richard Kadison (né en 1925), mathématicien américain.

### Septembre
- 2 septembre : Gérard Fourez (né en 1937), mathématicien, prêtre jésuite et théologien belge.
- 14 septembre : Branko Grünbaum (né en 1929), mathématicien croato-israélo-américain.
- 30 septembre : Michel Serfati (né en 1938), mathématicien, philosophe et historien des sciences français.

### Octobre
- 16 octobre : Aldo de Luca (né en 1941), informaticien théoricien et mathématicien italien.
- 27 octobre : Denis Miéville (né en 1946), philosophe et mathématicien suisse.

### Novembre
- 28 novembre : Andrea Milani Comparetti (né en 1948), mathématicien et astronome italien.

### Décembre
- 13 décembre : Christopher Hooley (né en 1928), mathématicien britannique.
- 22 décembre : Jean Bourgain (né en 1954), mathématicien belge, médaille Fields en 1994.
- 23 décembre : Elias Menachem Stein (né en 1931), mathématicien américain.
- 26 décembre : Peter Swinnerton-Dyer (né en 1927), mathématicien britannique.